# Tanjuang Bungo
Tanjuang Bungo is een bestuurslaag in het regentschap Lima Puluh Kota van de provincie West-Sumatra, Indonesië. Tanjuang Bungo telt 1314 inwoners (volkstelling 2010).